# Изумрудный (Ростовская область)
Изумру́дный — посёлок в Тарасовском районе Ростовской области России.
Входит в состав Курно-Липовского сельского поселения.

## Население
| 2010 |
| ---- |
| 401  |

## Улицы
| - пер. Братский, - пер. Северный, - пер. Советский, - пер. Чкалова, | - ул. Ленина, - ул. Первомайская, - ул. Южная. |